# ファイアーエムブレム 暗黒竜と光の剣 (漫画)
『ファイアーエムブレム 暗黒竜と光の剣』（ファイアーエムブレム あんこくりゅうとひかりのつるぎ）はエニックス（現スクウェア・エニックス）『月刊Gファンタジー』（創刊時は『月刊ガンガンファンタジー』）において1993年4月号から1999年2月号まで連載されていた、箱田真紀の漫画作品。また、それを原作としたドラマCD。全12巻。

## 概要
任天堂から発売された同タイトルの『ゲームソフト』の漫画化作品で、ゲーム中の暗黒戦争編のゲーム開始前からアリティア奪還までを描いている。作者の箱田独自の物語への解釈やオリジナルキャラクターも登場した。同作のコミカライズ作品は他にも存在する為、本作は作者の名字を取って「箱田版」と呼ばれる事も多い。

## あらすじ
英雄アンリがドルーア帝国の暗黒竜メディウスを倒し、マムクート族に支配されたアカネイア大陸を解放に導いてから100年。邪悪な魔道士ガーネフの手によってメディウスは復活し、各国の監視下に置かれていた筈のドルーア帝国は、瞬く間にグルニア、マケドニアと同盟を結び、再び大陸に覇権を打ちたてようとしていた。その侵攻を食い止めるべく、アンリの血を引くアリティア王コーネリアスはかつてアンリがメディウスを倒した時に使った神剣ファルシオンを手に、王太子マルスを連れて出陣に向かう。だが……。

## 登場人物
声優はドラマCD版のキャスト。
マルス
声：中原茂 / 佐久間レイ（少年時代）
本作の主人公。アリティア王国第一王子。100年前に暗黒竜メディウスを倒した英雄アンリの血を引く子孫であり、国王コーネリアスの息子。厳格な父王に似ず繊細で心優しい性格の持ち主。武芸に秀でている訳ではなく、城の庭で鳥と戯れるような少年だが、人望は厚い。
14歳の初陣時に同盟国グラの裏切りにより、父コーネリアスが暗黒司祭ガーネフに殺され、更に姉エリスは拉致され、城を落とされてしまう。無力な自分を恥じ、いつの日か祖国アリティアと姉エリスを奪還してメディウスを倒すために、戦いの道を行くと決意する。その後、生き延びたアリティア宮廷騎士団の面々と共に辺境の島国タリスに身を寄せ、ドルーア軍の動向に目を配りながら反撃の機会を伺う。
2年後、16歳になったマルスは、ドルーアに恩を売るためタリスを襲ってきたガルダの海賊を鎮圧したことを機に同盟軍を結成し、大陸解放のためにドルーア軍に反旗を翻す。
良くも悪くも理想主義者で、多くの人望を集める反面、戦争によって命が失われる事を割り切れず、葛藤を背負い込みがちにもなる。そのためか、敵味方双方の被害を最小限に留めるため、敵の中核を叩いて戦闘を終結させる短期決戦を好む。自らが囮になる・敵の同士討ちを誘う、などの撹乱の奇策を持ち出す大胆な一面も持つ。祖国アリティアの天候については城の風水師より詳しい。原作では一人称は「僕」だが、本作では「私」になっている。
なお、月刊連載が5年近くに及び、単行本が12巻まで出ており、概ね1巻・2〜3巻・4〜7巻・8〜9巻・10〜12巻で、若干キャラデザインに違いがある。
シーダ
声：佐久間レイ
本作のヒロイン。タリス王国の王女で、民からの人気も高い。タリスに落ち延びてきたマルスを慕っており、兄と妹のような関係。
タリスの戦いで海賊を一掃した後、タリスを発ったマルスを単身追いかけるなど、大胆な行動も多い。マルスにそれとなく好意を伝える場面も多いが、彼が鈍感なためなかなか関係は進展せず、オグマにからかわれていたりもする。
天馬騎士（ペガサスナイト）で、その機動力を生かした伝令役などを担う事が多い。原作では多くの敵を説得し同盟軍に引き入れる役目を担うが、本作ではその役目はマルスの場合が多い。
ジェイガン
声：沢木郁也
アリティア国の将軍。コーネリアス王の代から仕える忠臣で、彼からの信頼も厚く、アリティア軍が壊滅的な打撃を受けた時には無理な進軍をしようとするコーネリアスを諌めるなど、冷静な判断のできる歴戦の勇士。アリティア陥落でマルスと共にタリスに逃げ延び、アリティア宮廷騎士団の隊長を務める。
アリティア奪還の戦いでは、これまでの戦いによる疲労と心労によって体調を崩し、第一線を退いている。
カイン
声：高木渉（1巻） / 小野坂昌也（2巻以降）
アリティア陥落でマルスと共にタリスに逃げ延びたアリティア宮廷騎士団の若き騎士で、「猛牛」という、ありがたいようなそうでないような異名を持つ。少々荒削りで知らない間に負傷していることも多いが、勇猛果敢で力強い戦いぶりから、マルスからは頼りにされている。明るくざっくばらんな性格だが、内には強い情熱を秘めている。アベルとはしばしば張り合うライバルであり親友だが、彼にまんまと手玉に取られている場面も多い。口癖は「なにおう」。時折つまらない駄洒落を言うジュリアンに厳しいツッコミを入れるが、なんだかんだ言っても仲は良い。樽ごと持ち上げてラッパ飲みするほど大酒飲みだが、下戸でもある。
アカネイアパレスでのアベルの死（正確には戦線離脱）を機に、塞ぎ込む場面が多く見受けられ、不審な行動が散見されるようになる。
その目的は、同盟軍に渦巻く不満や災いの元を、自らがクラウスのしかける災いの火種となることで掌握すること。アリティア奪還の戦いのさなか、マルス達を裏切ったふりをして1人でクラウスと対決。追い詰められたところをアベルが駆けつけ、2人の連携でクラウスを倒した後、本来の自分を取り戻した。
アベル
声：関俊彦
アリティア陥落でマルスと共にタリスに逃げ延びたアリティア宮廷騎士団の若き騎士で、「黒豹」の異名を持つ。入団当初から極めて高い実力の持ち主で、身の回りの物は上質なものを選ぶ事が多く、剣も馬も他人に触らせない洒落者。クールでプライドも高く、周囲にはいけ好かない印象を持たれることも多いが、マルスへの忠誠心は誰よりも強い。カインとの絡みでは彼をうまく手玉にとり、立ち位置も実力も一枚上手である。
アカネイアパレスでの戦いでマルスを救うために決死の覚悟で戦い、生存が絶望視されていた。連載当時、メインキャラクターで初の戦死者か？と注目を集めた。
瀕死の重傷を負っていたところを大賢者ガトーの魔法によって一命を取り留め、ミシェイルに拾われてマケドニアで生存していた。
その実力からマケドニア軍内で頭角を表し、ミシェイルの側近として行動を共にするが、マルス達がアリティアに向かっていることを知り、ミシェイルに別れを告げる。決闘の末にマルスへの思いが勝り、大賢者ガトーの魔法によりアリティアに送られる。クラウスに追い詰められていたカインに助太刀し、2人の連携でクラウスを倒し、マルスとの再会を果たす。
ゴードン
アリティア陥落でマルスと共にタリスに逃げ延びたアリティア宮廷騎士団の弓兵（アーチャー）。未熟ながらも、地道にコツコツと努力を重ねる真面目な性格。
ディール要塞でのマリア奪還作戦では手強い弓騎士（スナイパー）を倒すなどの活躍を見せる。尊敬する人物はジョルジュで、彼と行動を共にする描写も多い。アカネイアパレスの戦い以降は地道な努力が実り始め、ジョルジュと共に第一線の味方を援護する描写が増える。
アリティア奪還の戦いにて、不審な行動をとるカインに近づき負傷するが、それにより彼の行動の真意に気付き、仲間達に伝えた。
ドーガ
アリティア陥落でマルスと共にタリスに逃げ延びたアリティア宮廷騎士団の重騎士(アーマーナイト)。騎士団の壁として活躍。
アカネイア解放時にノルダの警護にかり出された事に愚痴ったかと思えば、町民の祝杯に参加するなど、人間味溢れる人物だが、アリティア奪還の前哨戦で、作戦の遂行をしないカインに激昂するなど、熱い一面も見せる。
オグマ
声：若本規夫
タリス王国の傭兵隊長。主君に仕えることなく、傭兵としていくつもの国を渡り歩いてきた名うての剣闘士。タリスでの傭兵生活を終えて早くも引退しようとしていたが、タリスで海賊を一掃した後は、マルスと彼に仕える宮廷騎士団の心意気に打たれ、同盟軍に参加。
以降、常に第一線で剣を振るい続け、アカネイアパレス解放後は、その名声から「勇者」として名を馳せるようになる。
マルスの剣の師匠でもあり、彼が身分を隠して接してきたこともあり、マルスにとって兄貴分的な存在。マルス・シーダ・ハーディン・ミネルバなど、王族に対しても対等な立場で会話をする数少ない人物でもある。
ナバール
声：子安武人
デビルマウンテンを根城にする山賊団サムシアンに雇われた傭兵。長髪の美青年で、血で染めたような赤い刀身の剣を手にし、その剣筋は美しくも恐ろしく、敵を紙切れのように斬り捨ててゆく様は「死神」とも形容される。最初は敵として登場するが、サムシアンに捕らえられていたレナを逃がした事により、サムシアンに命を狙われ同盟軍に加担。その後マルスの説得により、同盟軍に正式に参加する。
オグマとは過去に因縁があったとされる。かつて辺境の国の殲滅戦で対峙した際に、ナバール1人の活躍で反乱軍の首謀者が逃亡するなど、若くして並外れた実力を誇っていた。その当時のオリジナルエピソード「若き死神の肖像」によると、少年時代の彼は戦災孤児として周囲の子供にからかわれて喧嘩をしては、育ての親である教会の牧師を困らせていた。しかしある夜、村が盗賊に襲われ、牧師は彼をかばって盗賊に殺害された。激昂した彼は、剣を手に1人で盗賊達を全滅させた。それ以来、生きる目的も仕える主君も見出せぬまま、傭兵として各地を渡り歩いてきたという過去が判明する。
ジュリアン
声：太田真一郎
盗賊。デビルマウンテンを根城にしていた山賊団サムシアンの一人だが、捕えられていたレナに惚れ、助けようとしてサムシアンを抜け出したところをナバールに見つかり、戦いを挑むも敗北。レナのワープの魔法によって助けられ、気を失っていたところを介抱してくれたシーダと一緒に、マルス率いる同盟軍に合流。レナ救出を果たすと、そのまま同盟軍に参加。以降、諜報・隠密活動などに従事。
オレルアン解放戦では同盟軍の手引きに、ディール要塞攻略ではマリア救出にと活躍。かなりのお調子者で、つまらない駄洒落を披露してはカインにどつかれる場面が多い。
アカネイアパレスの戦い以降、レナをめぐってロシェと恋の鞘当てが展開される。
レナ
声：岡村明美
シスター。マケドニア王国の貴族の娘。サムシアンに捕えられて売られる寸前だった所をジュリアンによって助けられ、彼と共に同盟軍に参加。王族や盗賊を嫌っていたが、大陸解放のための痛みと捉え、戦士達の傷を癒し続ける（主な常連看護者はカインらしい）。
アカネイア攻略戦でオレルアン騎士団のロシェが意識不明の重傷を負い、献身的な看護の末に回復したことから、彼に好意を寄せられる。
マチス
声：田中秀幸
レナの兄。マケドニア軍の騎士としてオレルアンに赴いた所をレナと再会する。レナ曰く頑固者だが、同盟軍の動きをただ一人察知するなど頭が切れる一方で、マルスに説得されたことであっさり同盟軍に加わったりと、気まぐれで掴みどころのない一面もある。
SFC版とは似ても似つかない端正な顔立ちだが、これはSFC版発売前に彼が描かれた事によって生まれた齟齬で、ビジュアルこそ変わらないものの、参加当初は初代軍師・ディール要塞では無意味な突撃で負傷・アカネイアパレス戦終結後には輸送隊隊長と、地味にSFC版のイメージに寄せた模様ではある。
マリク
声：佐々木望 / 岡村明美（少年時代）
カダインでウェンデル司祭に師事する魔道士。アリティアの出身でマルスの親友。魔法の力は未熟ながら、マルスの挙兵を知って試練の末に精霊シルフィと契約を交わして超魔法「風の聖剣エクスカリバー」を習得。ウェンデル殺害を企てていた魔道士マナーリを撃破し、オレルアン草原の戦いで合流する。
港町ワーレンに到着した直後、ガーネフの術によりマルスが倒れてしまった際、ウェンデルの助力で精霊と契約を交わして一時的に魔力を高め、破邪の魔法によりマルスを術から解き放ち、目覚めさせることに成功した。
ノルダで加わったライバル的存在のリンダには、基本魔法の実力で水をあけられる状態だったが、カダインでリンダが単身ガーネフに戦いを挑んだ際には、彼女の後を追い共にガーネフと戦う。リンダをかばって負傷したものの、ガーネフを追い払うことはできた。
なお、極度の寝ぼすけであり、オレルアン城周辺の戦いでは出陣間際まで熟睡してオグマに叩き起こされた。また、青少年に優しいノンアルコール飲料でも酔いつぶれてしまう。
リュート
声：置鮎龍太郎
マリクの親友という設定で、ファイアーエムブレム外伝からゲスト出演した魔道士。
カダインで修行を積んでいたが、故郷バレンシア大陸で戦争が始まったため、超魔法を習得することなくカダインを去っていった。
ウェンデル
声：峰恵研
カダインの老司祭でマリクの魔法の師匠。強大な魔力を持つ一方、無類のお茶好きで、暇さえあればお茶を飲んでいる。魔法がなかなか上達しないマリクにエクスカリバーを授け、ワープの杖で彼をマルスの元へ送った後、オレルアン城内にてリカードと一緒に捕えられていたところを、カインとジュリアンに助けられて仲間になる。
港町ワーレンで倒れたマルスの状態を分析し、マリクに助力しマルスの覚醒に成功した。その後も、マリクやリンダといった若い魔導士達の指導者的な立場にあった。
ニーナ
声：根谷美智子
アカネイアの王女。ドルーア軍によってパレスが陥落したが、グルニアの黒騎士カミュによってオレルアンに逃がされ、ハーディンに保護された。マルスやハーディンだけでなく、多くの仲間達と親しく会話をしており、原作と比べると気さくな性格である。また、カミュとの関係については本作ではあまり言及されていない。
ハーディン
声：堀秀行
オレルアンの王弟で、「草原の狼」の異名を誇る歴戦の勇士。オレルアン城から南に離れた別城で、アカネイアの王女ニーナを匿いながら戦い続けていた所へ、マルス率いる同盟軍と合流し、オレルアン奪還を果たす。
以降も同盟軍に参加し、オグマやナバールと組んで先発隊として活躍する。レフカンディの戦いでターバンを破られ、それ以降はターバンなしで描かれている。
マルスとは対照的に現実主義者であり、彼の理想に対してしばしば意見を述べている。
アカネイアパレスを解放しグラに向けて進撃を開始した矢先、オレルアンでクーデターが勃発したため、騎士団を率いてオレルアンに戻る。クーデター鎮圧後、アリティア城周辺で戦っていたオグマ達に合流した。
ロシェ
声：岩永哲哉
ハーディンに仕えるオレルアンの騎士。兄も同じく騎士であったが、ドルーア軍に捕えられて行方不明になっている。
ハーディンのもとで戦う中で確実に実力を上げている描写がされている。アカネイア攻略戦でショーゼンの爆撃により意識不明の重傷を負うが、レナの介抱によって一命を取り留める。以降は彼女に好意を抱き、花や装飾品を贈るなどのアプローチを繰り返し、ジュリアンからしばしば嫌がらせを受ける。
リカード
声：伊倉一恵
ジュリアンの子分。オレルアン城に宝目当てで忍び込んだはいいものの、脱出できずにいたというマヌケな盗賊。性格・外見共に子供で、およそ戦力にならないが、ムードメーカーであり、本人も意図せぬところで意外な活躍を見せている場面もある。
ディール要塞では、盗んだ剣がサンダーソードだったことを知らずに、その力で背後の敵兵を倒していたが、本人は気づかなかった。また、ノルダでドジを踏んだことでリンダが同盟軍に参加する結果にもつながっている。
ジュリアン同様つまらない駄洒落を披露し、自らの悲哀を妙に流暢な比喩表現で表したり、語尾に「〜っす」と付けるのが口癖。作者曰く、これは当時の担当編集者の口癖が自然と移ってしまっていたものらしい。
ミネルバ
声：榊原良子
マケドニア王国の第一王女で、白騎士団の隊長。「赤い竜騎士」の異名で大陸中にその名を轟かせる。立場上ドルーアに加担していたが、反撃の機会を窺っており、人質となっていた妹マリアが解放されてからは同盟軍に参加し、マルスに身を捧げる。マルスやマリアに対しては優しいが、プライドが高く、敵に対しては容赦しない非情な一面もある。
グラの戦いでは、先行してグラ城に潜入して国王ジオルと対面。降伏の意志を示さないなら徹底的に戦うと通達する。そこにクラウスが現れ、戸惑う新兵達を魔法によって部隊ごと消滅させる。その非道な光景を目の当たりにし、クラウスに戦いを挑むが、強大な魔力により重傷を負い、すんでのところでパオラに救出され、一命を取り留めた。
マリア
マケドニア王国の第二王女。マケドニアとドルーアとの同盟の証にその身を捧げられ、ディール要塞に幽閉されている。少々ませた所があり、マルスに「恋人はいますか？」と聞いてきたりする人懐こく幼い少女だが、シスターとしての実力はある。また、他人に訪れる死の波動を察知する特殊な力もある模様。リカードよりも年下らしいが、年少者同士で張り合う可愛らしい姿が見られる。
ミシェイル
声：速水奨
マケドニア王国の現国王。ミネルバとマリアの兄だが、幼いマリアをドルーアとの同盟の証に捧げる冷酷な性格で、先代の国王である父を暗殺して王位についたとの噂もある。
また、マムクートを憎んでおり、アカネイアパレスで、アベルとの戦いの末なんとか逃げ出したショーゼンに無慈悲にもとどめを刺す。その際、大賢者ガトーの魔法で助けられたアベルを拾い、自らの側近として行動を共にしていた。マルス達がアリティアに向かっていることを知ったアベルが自分のもとを去ろうとした際に剣を交えるが、マルスへの思いの込もった剣に破れ、大賢者ガトーの魔法により、アベルをアリティアへ送り出した。
パオラ
声：冬馬由美
マケドニア白騎士団ペガサスナイト三姉妹の長女。おっとりしているが、責任感は強い。ミネルバの同盟軍参加を知って、グラ城周辺でカチュアと共に合流しようとするが、気になる事があると言い、カチュアを同盟軍に先行させ、1人グラ城に向かう。クラウスとの戦いで重傷を負ったミネルバを救出し、同盟軍に参加する。原作ではアベルに好意を寄せる描写があるが、本作では描かれていない。
カチュア
声：矢島晶子
マケドニア白騎士団ペガサスナイト三姉妹の次女。三姉妹の中で1番のしっかり者。ワーレンからの撤退戦でジュリアンとリカードにグルニア軍の情報を流す。その後、マルス達にミネルバと自分達の現状を伝え、マリア救出を依頼。マリアとミネルバが同盟軍に参加したことを知り、グラの戦いで同盟軍に参加。
三姉妹の合体技「トライアングルアタック」はファンも多かったらしく、マリアからもリクエストされていたが、本人は少し恥ずかしいらしい。原作ではマルスに好意を寄せる描写があるが、本作では描かれていない。
エスト
声：西村ちなみ
マケドニア白騎士団ペガサスナイト三姉妹の三女。およそ軍人とは思えないほど明るく軽い性格で、戦時中にも関わらず、オレルアンでイケメン（＝アベル）と出会って喜ぶなど、かなりのミーハー。アベルとは原作では恋愛関係だが、本作では芸能人とファンのような関係。
同盟軍参加の前に「アイオテの盾」を持ち出そうとマケドニア城に忍び込もうとするが失敗。ミシェイルにも半ば呆れられるが、アベルの手助けで脱出。かわりにグルニア軍から奪取した「メリクルソード」を手に、アリティア奪還の戦いで同盟軍に参加。姉妹揃ってのトライアングルアタックを披露する。
バヌトゥ
声：龍田直樹
伝説の竜人族マムクートで、火竜族の老人。チキという神竜族（ナーガ族）の少女を探していた途中、変身するための火竜石を無くし、リカードの夕食を横取りしたときにジュリアンに引っ立てられ、マルスをアンリの子孫と知って仲間に加わる。
レフカンディの戦いで、リカードがオレルアンでくすねた火竜石を使い、竜に変身して圧倒的な力で敵部隊をたった1人で倒したが、それ以降は何だかんだ理由をつけて変身していない。食べる量は恐竜並みらしい。かわいい女性に目がなく、リンダに一目惚れする。
リンダ
声：雪乃五月
アカネイアの司祭ミロアの娘。「光の超魔法オーラ」を唯一扱うことができる女魔道士。男装してノルダの奴隷商人に捕まっていたところ、一緒に囚われたリカードとマリクから、ニーナも同行している同盟軍がアカネイア解放を目前にしていると知り、彼らと共に脱出して同盟軍に参加。
性格は明るく気が強いが、父の死を前に何もできなかった自責の念と、仇であるガーネフへの強い復讐心を持ち続けている。
同盟軍がカダインに進軍した際に、父の仇ガーネフを討つべく単身挑むが、最高位黒魔法マフーの前に手も足も出ず、マリクに助けられて事なきを得る。
魔法の才能はマリク以上に優秀だが、料理の才能はからっきしの模様。原作ではマリクに好意を寄せる描写があるが、本作では友情に近い描写がされている。
ジョルジュ
アカネイアが誇る弓騎士（スナイパー）。ドルーア占領下のアカネイアパレスで捕虜になっていたが脱出し、ノルダに潜んでいたところを同盟軍と合流する。クールだが少々キザな性格。アカネイアパレスに先行して潜入し、処刑される寸前の捕虜を救出した。
「弓兵は最後まで戦場に残り、味方の退却を助けねばならない」という持論がある。その持論に感銘を受けたゴードンを事実上の弟子に迎え、しばしば行動を共にする。
アリティア奪還の戦いでは、クラウスのそばにいたカインから当て身を受けて気絶していたゴードンを介抱している。
カミュ
声：井上和彦
大陸に名だたる名将軍。グルニア黒騎士団を率い、「黒騎士」「ブラックナイト」と称される。武術に優れていることはもちろん、知略にも長け、マルスの初陣時にアリティア軍を滅ぼしたのはカミュの立案によるものである。カミュ自身はドルーア帝国との同盟を快くは思っていないものの、祖国を裏切ることは出来ず、アカネイアを攻める指揮を執る。しかし、この戦いにおいて、カミュはアカネイア侵攻の折、王女ニーナを故意に逃がし、失脚。
同盟軍がグラを訪れた時に、敵に襲撃されていたマルスを助け、ニーナ王女を守ってほしいと告げて去って行く。騎士道精神を重んじ、騎士団での人望も厚い。
マナーリ
声：小林優子
ガーネフの命により司祭ウェンデルの勧誘のため、カダインに訪れた女魔道士。拒否された際には彼を抹殺するようにも指令を受けていた。マリクのエクスカリバーに敗れる。
本作オリジナルキャラクターで、作者が高校時代に描いていたものらしい。
ローエン
本作オリジナルキャラクター。グルニア黒騎士団の副将軍。ワーレンで黒騎士団を率いて同盟軍を攻めていた。その指揮官としての能力で、マルス不在の同盟軍を劣勢に追い込んでいる。カミュに接見して来たニーナと応対した際、カミュが彼女を逃がした事の意志を理解できないとしながらも尊重し、ニーナを同盟軍に返すなど、カミュと同様騎士道精神を重んじる性格。ワーレンでの失敗により、ローエンもまたカミュ同様左遷される。
ガーネフ
声：稲葉実
カダインの最高司祭で、受けた者のあらゆる攻撃を封じ、死に至らしめる「最高位黒魔法マフー」の使い手。メディウスを復活させドルーアと手を組む。マルスの父コーネリアスと、リンダの父ミロアを殺した張本人。
メディウス
かつてアリティアの英雄アンリが打ち倒した暗黒竜と呼ばれるマムクートの親玉。ガーネフと手を組み、新生ドルーア帝国を築き、アカネイア大陸の制覇を目論む。
原作では最終ボスだが、本作ではアリティアを奪還したところで作品が終了しているため、原作に比べて出番は少ない。
クラウス
声：石田彰
本作オリジナルキャラクター。ガーネフの弟子に当たる魔道士。見かけはあどけない少年だが、強大な魔力の持ち主で、「悪魔」とも称される。同盟軍に潜伏したり、人心を操る術を使っての奇襲や、新兵を魔法で消滅させるなど、マルスを物理的にも心理的にも追い詰める。敵味方問わず命を屠る事に悦びを感じる、ドルーアでさえ制御不可能な危険人物。
本作の事実上の最終ボス的存在。

## 各国
アリティア王国
解放戦争の英雄アンリが建国した国家。元々は湿地帯であったらしく、そこを切り開いてつくられた。温暖な気候で自然美しい平和な国だが、同時に強力な騎士団も抱える。ドルーアが再興されアカネイア王国に侵攻したときには、コーネリアス王が出陣しアカネイア救援に向かうが、同盟国グラの裏切りにより滅亡。マルス王子等少数がタリスへ逃れる。
アカネイア王国
アカネイア暦元年、アドラ一世が建国。アカネイア聖王国といわれ、宗主国的存在。ペラティやワーレンなども傘下に治め、最大の版図・国力を持った大国であった。しかしドルーア帝国が再興され、その侵攻に必死に防戦するも滅亡。ニーナ王女のみを残し王家は滅び去った。
オレルアン王国
アカネイア大陸北方に位置する北の大国。やや寒冷な気候で、朝はかなり冷える。騎馬民族の国家で、広い草原が広がる。「草原の狼」ハーディン率いる狼騎士団で有名。ドルーア帝国再興された際はアカネイア側につくが、マケドニア軍の侵攻に劣勢を極める。ニーナ王女を匿い、王弟ハーディンが最後まで抵抗を続けた。
グルニア王国
解放戦争の英雄オードウィン将軍の興した王国。質実剛健の気風で知られる騎士の国。強力な騎士団を有し、特にカミュ将軍率いる黒騎士団は大陸最強の精鋭と名高い。七王国でも1、2を争う強国であったが、国王ルイは病弱であり、ドルーア帝国との同盟を受け入れてしまう。
マケドニア王国
解放戦争の英雄アイオテが、ドルーア南部の山岳・密林地帯に建国。飛竜やペガサスを多く産し、文化・軍事に取り入れられている。ドルーア帝国が再興されると、野心に燃える王子ミシェイルは国王を暗殺し、ドルーアと同盟を結んでしまう。竜騎士団の強さは広く知られており、白騎士団も有名。
グラ王国
アリティア王国より分裂してできた国家で、アリティアとは姉妹国にあたる。国土は狭く国力は小さめだが、平和な国でアリティアとも友好な関係を築いてきた。しかしドルーア帝国の侵攻の際、国王ジオルはアリティアを裏切り背後から急襲、滅亡させる。マルス達同盟軍にとっては因縁の地である。魔道士クラウスが禁忌呪文を使ったのもこの地。
タリス王国
東の海洋に浮かぶ島国。シーダの父王モスティンが諸部族をまとめて建国。亡国のマルス達を匿った。マルス達の始まりの地でもある。
カダイン
大賢者ガトーが興したとされる魔道の聖域。マリクが魔道を修行したのもここ。砂漠のただなかにある。ドルーア帝国再興のおり、大司祭ミロアをガーネフが殺害し、ドルーアと組する。そのガーネフとミロアの娘リンダがここの大聖堂で戦う場面や、マルスがガトーから助言を受ける場面がある。
ドルーア帝国
100年ぶりに復活したメディウスが再興したマムクートの国。グルニアとマケドニアを併合し、アカネイアに侵攻する。

## 書誌情報
- 単行本
  1. 1994年1月27日初版発行 ISBN 4870255030
  2. 1994年5月27日初版発行 ISBN 487025-509X
  3. 1994年10月27日初版発行 ISBN 4870255227
  4. 1995年3月27日初版発行 ISBN 4870255340
  5. 1995年8月27日初版発行 ISBN 4870255448
  6. 1996年1月27日初版発行 ISBN 4870255545
  7. 1996年8月27日初版発行 ISBN 4870255669
  8. 1997年1月27日初版発行 ISBN 4870255731
  9. 1997年7月27日初版発行 ISBN 4870255847
  10. 1998年1月27日初版発行 ISBN 4870255987
  11. 1998年10月27日初版発行 ISBN 4870253755
  12. 1999年4月27日初版発行 ISBN 4870254905
- ファイアーエムブレム 箱田真紀の世界（エニックス） 画集 - 1995年8月19日初版発行 ISBN 4870258234
- Gファンタジー ピクチャーポストカード『ファイアーエムブレム 暗黒竜と光の剣』 - 1996年12月27日初版発行 ISBN 4870259303

## ドラマCD
1994年11月から1998年10月までエニックスより「GファンタジーコミックCDコレクション」（書籍扱いのためISBNコード添付）として全4巻が発売された。キャスティングは箱田の意見が反映されており、特にナバール役の子安武人は「はまり役」と好評であった。子安は後に発売されるOVAやラジオドラマ（角川書店刊の佐野真砂輝&わたなべ京版が原作）でもナバールを演じている。
- Vol.1 約束の土地へ 1994年11月18日発売 ISBN 4-87025-783-1
- Vol.2 炎の紋章 1995年4月28日発売 ISBN 4-87025-783-1
- Vol.3 風の軌跡 1995年8月11日発売 ISBN 4-87025-809-9
- Vol.4 魔道の聖域 1998年9月25日発売 ISBN 4-87025-826-9